# 張蘊古
张蕴古（？—631年），唐朝相州洹水县（今河北省临漳县东南）人。
张蕴古性聪敏晓时务，博学强记，善文章，能背诵碑文重现棋局。王世充废黜皇泰主建立郑国，张蕴古担任他的侍御史。部将丘怀义在门下内省，召集越王王君度、汉王王玄怨、将军郭士衡与女妓侍妾在一起饮酒赌博，被张蕴古弹劾。王世充赏给张蕴古一百段帛，迁官太子舍人。归唐后，从幽州总管府记室直中书省。唐太宗初即位，奏上《大宝箴》，说民众畏威未怀德，君主应当谨慎为政，爱护百姓，“圣人上承天命，拯黎民于水火，救时世之危难。故以一人治天下，不以天下奉一人。”太宗嘉赏他，赐给他束帛，任命为大理丞。贞观五年，河内（今河南沁阳）人李好德患有精神病，胡言乱语，涉及谋反不敬，太宗下诏调查。张蕴古奏道：“李好德受疾病折磨，依法不当治罪。”治书侍御史权万纪弹劾：“张蕴古籍贯在相州，李好德的哥哥李厚德为相州刺史，为讨人情而纵容，张蕴古调查结果与事实不符。”太宗大怒，下令将张蕴古处斩。事后反悔，下诏说：“今后有死刑犯人，即使下令立即处决，须五次复议才得执行。”